# Nyeles papsapkagomba
A nyeles papsapkagomba (Helvella macropus) a papsapkagombafélék családjába tartozó, Eurázsiában és Észak-Amerikában honos, lombos vagy vegyes erdőkben élő, nem ehető gombafaj.

## Megjelenése
A nyeles papsapkagomba termőteste 3-7 cm magas, 1-6 cm széles. Süvege serleg vagy csésze alakú, néha oldalról nyeregszerűen kissé lapított. Felső felszíne közepes vagy sötét barnásszürke, csupasz. Alsó felszíne világos vagy közepes barnásszürke, finoman vagy erőteljesebben nemezes, főleg a szélénél.  szürkés vagy szürkésbarnás, belső oldala hamuszürke, csupasz, éretten barna, külső oldala hasonló színű, szemcsés, nemezes.
Húsa vékony, rugalmas. Szaga gyenge, kellemes; íze nem jellegzetes. 
Tönkje 1-7 cm magas és 0,1-0,5 cm vastag. Alakja hengeres, alján gyakran ellaposodó. Felszíne gödörkés, nemezes (idősen lecsupaszodik), színe hasonló a süvegéhez. 
Spórája orsó alakú, felszíne sima vagy kissé szemcsés, mérete 18-25 x 10-12,5 µm. 

### Hasonló fajok
A szöszös papsapkagomba hasonlít hozzá. 

## Elterjedése és termőhelye
Eurázsiában és Észak-Amerikában honos. Magyarországon ritka.  
Lombos és vegyes erdőben található meg, a korhadó faanyagon, homokos, humuszban gazdag talajon él. Augusztustól októberig terem. 

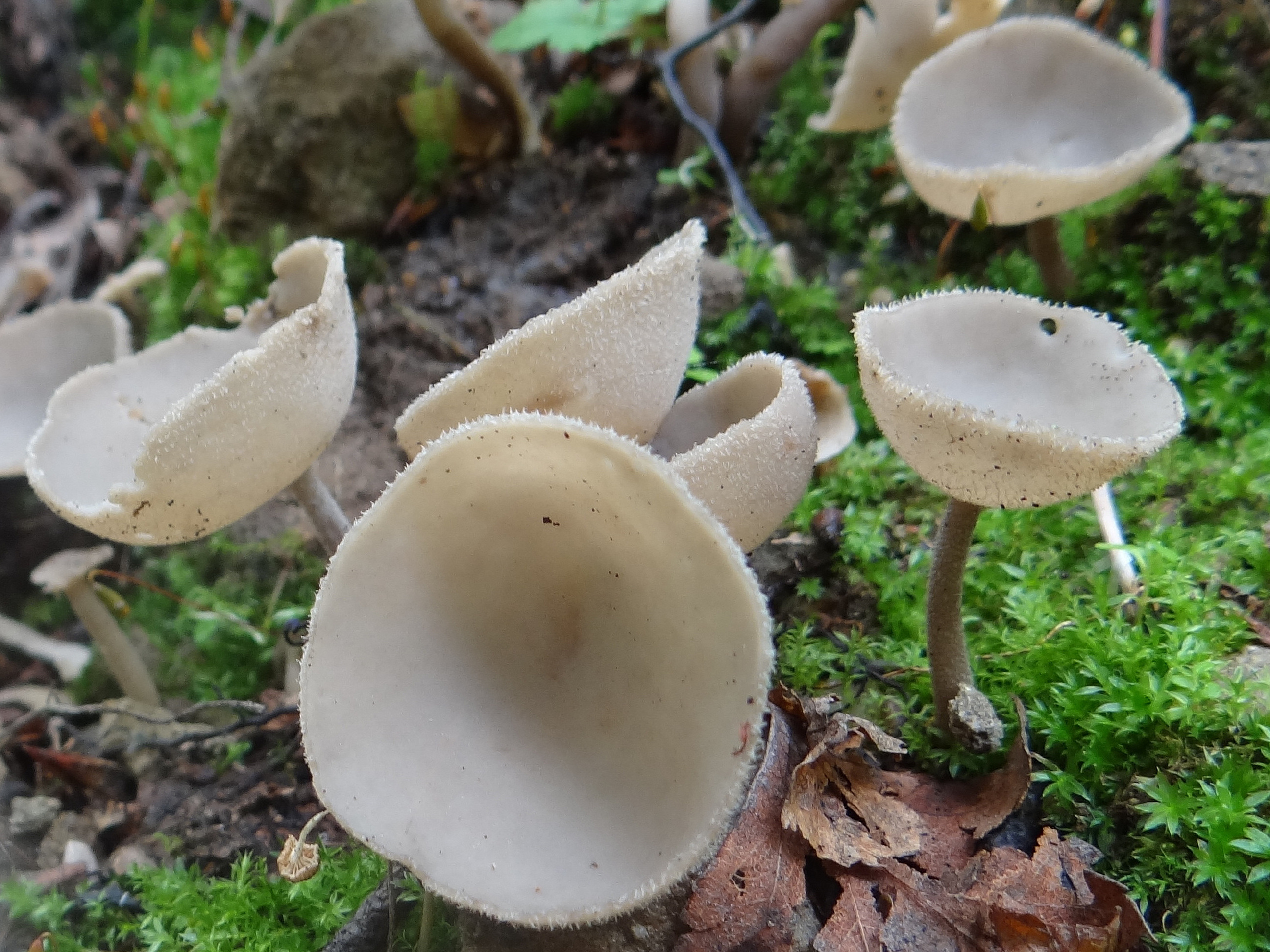
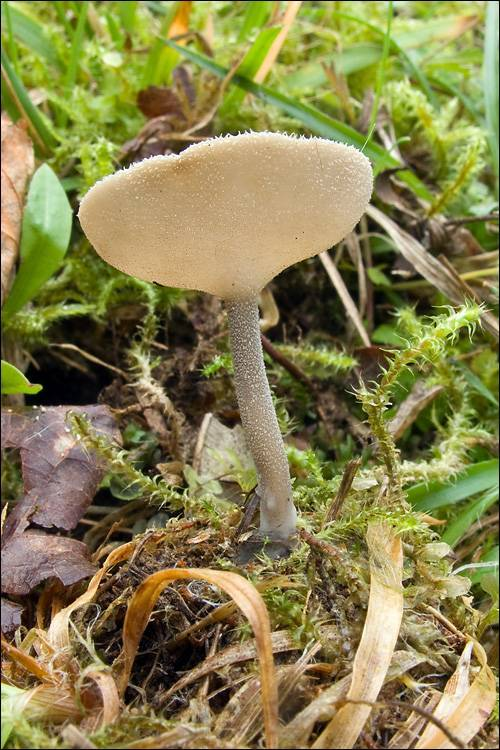
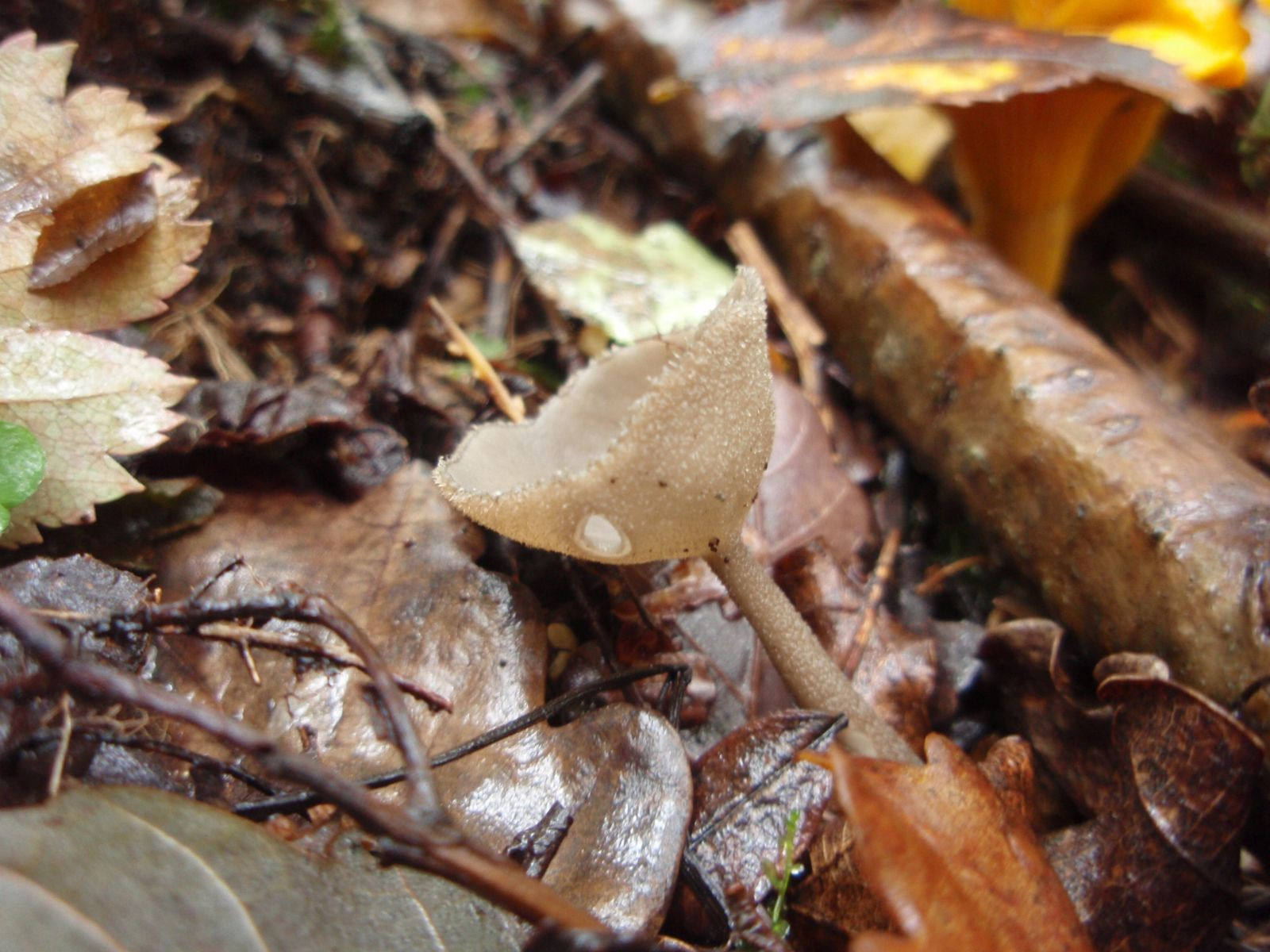
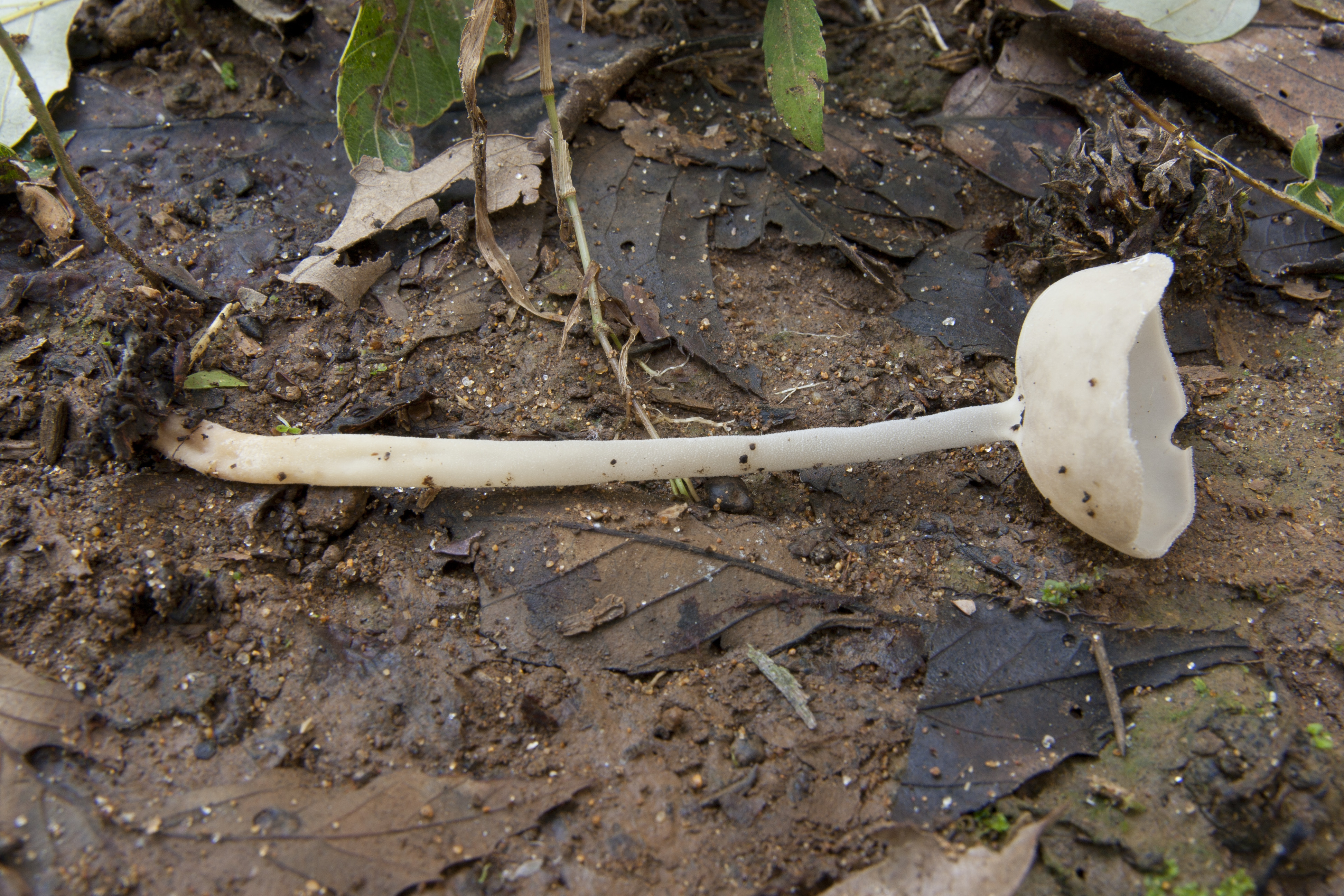
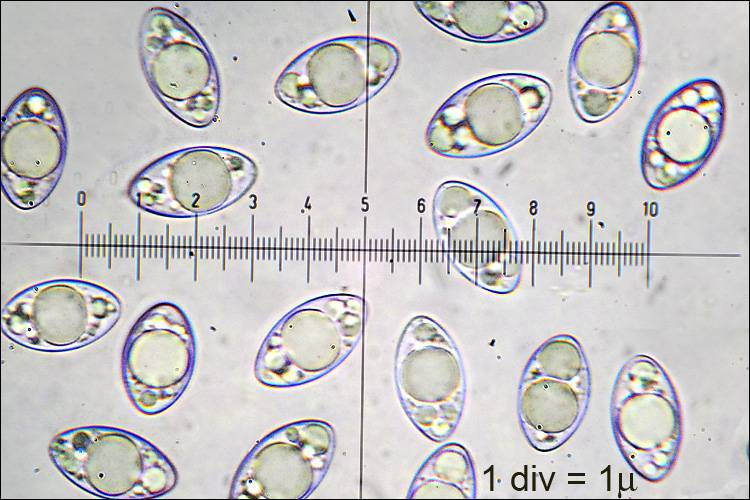

Nem ehető.  